# حصار قندوز
وقع حصار قندوز في عام 2001 أثناء الحرب في أفغانستان. بعد سقوط مزار الشريف في 9 نوفمبر، تحول تركيز التحالف الشمالي إلى مدينة قندوز، التي كانت آخر معاقل طالبان المتبقية في شمال أفغانستان.

## الجدول الزمني
وقد التقت القوات بقيادة الجنرال محمد داود داود بمستشاري القوات الخاصة الأمريكية وتقدمت إلى مدينة تالقان، ووصلت إلى خارج المدينة في 11 نوفمبر. وهناك، هاجمت قوات داود بدون الدعم الجوي الأمريكي، وسرعان ما هزمت طالبان واستولت قوات داود على المدينة.
بعد طرد طالبان من تالقان، تحركت قوات داود لمحاصرة قندوز. واجهوا في البداية مقاومة شديدة، مما دفع داود إلى اتخاذ قرار بنشر قواته حول المدينة واستخدام الدعم الجوي الأمريكي لإضعاف حركة طالبان. وفي الأيام الإحدى عشرة التالية، قصفت الطائرات الأمريكية مواقع لطالبان، ودمرت 44 مجمعا محصنا، و 12 دبابة و51 شاحنة، فضلا عن العديد من مخازن الإمداد.
تم فرار الآلاف من مقاتلي طالبان والمقاتلين الأجانب، إلى جانب عملاء المخابرات الباكستانية وأفراد الجيش، من قبل طائرة تابعة للقوات الجوية الباكستانية خلال الأيام الثلاثة الأخيرة من الحصار، في حدث أُطلق عليه اسم الجسر الجوي القندوزي.
في 22 نوفمبر، استولت قوات داود على بلدة خان أباد القريبة. مع تدهور وضعهم، وافقت قوات طالبان داخل قندوز على الاستسلام في 23 نوفمبر. بعد استسلام حركة طالبان، كانت هناك تقارير عن نهب جنود التحالف الشمالي وكذلك تقارير عن إعدام سجناء طالبان.
تقدر منظمات حقوق الإنسان أن المئات أو الآلاف من السجناء قد ماتوا بعد دخولهم إلى سجن شيربرجان. وقد أصبحت الوفيات معروفة باسم مذبحة دشت-آي-ليلي.وقد صدرت ادعاءات، لا سيما من قبل كاتب العمود تيد رال وجايمي دوران الوثائقي لعام 2002 مذبحة أفغانستان: قافلة الموت، التي شاركت فيها القوات الأمريكية. تقرير صدر في يوليو 2009 في صحيفة نيويورك تايمز تسبب في أمر الرئيس الأمريكي باراك أوباما بإجراء تحقيق في كيفية معالجة إدارة بوش لدعوات التحقيق في المذبحة.